# Bohuslav Svoboda
Bohuslav Svoboda je češki političar i liječnik. Rođen je 8. veljače 1944. godine u Pragu i do 23. svibnja 2013. godine je vršio dužnost gradonačelnika Praga. Član je češke stranke ODS (Občanská demokratická strana, Građanska demokratska stranka). Školovao se u rodnome Pragu te je pohađao Karlovo sveučilište u Pragu. Prije dolaska na mjesto gradonačelnika bio je prvi predsjednik Češke liječničke komore (na toj je dužnosti bio od 1992. godine do 1998. godine).